# Commanderie de Celles
La commanderie de Celles est une commanderie située dans le département du Cantal en Auvergne à 46 km au nord-est d'Aurillac.
La commanderie de Celles fait l’objet d’un classement au titre des monuments historiques depuis le 24 septembre 1990.

## Historique

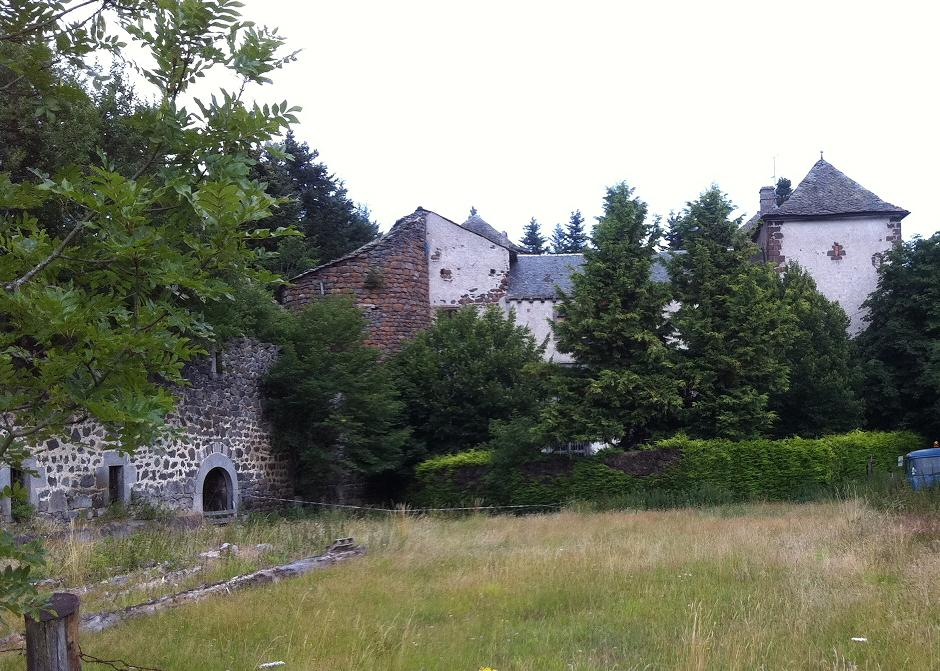

Après la dissolution de l'Ordre du Temple en 1312, la commanderie a été dévolue aux Hospitaliers de l'ordre de Saint-Jean de Jérusalem.

## Commandeurs templiers
| Nom du commandeur    | Dates |
| Pierre de Lespinasse | 1241  |
| Durand Charnier      | 1292  |
| Guillaume Charnier   | 1295, |
| Guy Dauphin          | 1307, |